# 泰尔南 (滨海夏朗德省)
泰尔南（法語：Ternant，法語發音：[tɛʁnɑ̃]）是法国滨海夏朗德省的一个市镇，位于该省东部，属于圣让当热利区。

## 地理
泰尔南（45°56'58"N, 0°34'27"W）面积5.61 平方千米，位于法国新阿基坦大区滨海夏朗德省，该省份为法国西部滨海省份，北起旺代省，西临大西洋，南至吉倫特省，东南接多爾多涅省，东北接德塞夫勒省接壤，东临夏朗德省。
与泰尔南接壤的市镇（或旧市镇、城区）包括：马兹赖、圣让当热利、拉韦尔涅、瓦赛。

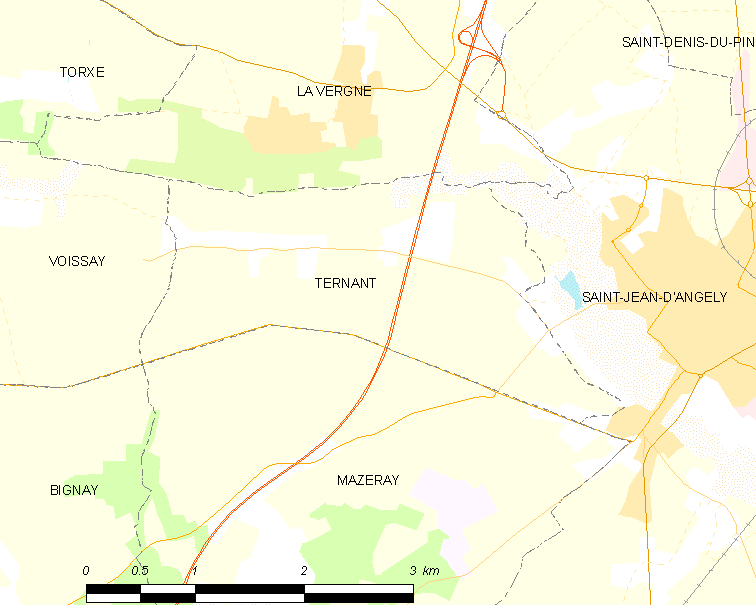
的OSM定位图

泰尔南的时区为UTC+01:00、UTC+02:00（夏令时）。

## 行政
泰尔南的邮政编码为17400，INSEE市镇编码为17440。

## 政治
泰尔南所属的省级选区为圣让当热利县。

## 人口

1962-2008年间人口变化图示

泰尔南于2022年1月1日时的人口数量为381人。